# Скарнафіджі
Скарнафіджі (італ. Scarnafigi, п'єм. Scarnafis) — муніципалітет в Італії, у регіоні П'ємонт,  провінція Кунео.
Скарнафіджі розташоване на відстані близько 510 км на північний захід від Рима, 45 км на південь від Турина, 34 км на північ від Кунео.
Населення — 2176 осіб (2014).
Щорічний фестиваль відбувається 29 вересня. Покровитель — Corpi Santissimi.

## Демографія
Населення за роками:

Станом на 1 січня 2023 року в муніципалітеті офіційно проживали 283 іноземці з 24 країн, серед них 28 громадян країн Євросоюзу та 1 громадянин України.

## Сусідні муніципалітети
- Ланьяско
- Монастероло-ді-Савільяно
- Руффія
- Салуццо
- Савільяно
- Торре-Сан-Джорджо
- Вілланова-Соларо